# ابوالفضل اصفهانی
ابوالفضل اصفهانی، معروف به مهدی اصفهانی، مرد جوان ایرانی بود که در سال ۹۳۱ میلادی توسط رهبر قرمطیان بحرین، ابوطاهر الجنابی به عنوان «خدای مجسم شده» اعلام شد. اما این رهبر جدید آخرالزمانی با نفی جنبه‌های سنتی اسلام و ترویج پیوند با دین زرتشتی، اختلال بزرگی ایجاد کرد.
ابوطاهر گمان می‌کرد که مهدی یک اسیر جوان ایرانی اهل اصفهان به نام ابوالفضل اصفهانی است که ادعا می‌کرد از نوادگان پادشاهان ایرانی ساسانی است. اصفهانی از حمله قرمطیان به عراق در سال ۹۲۸ به بحرین بازگردانده شده بود  در سال ۹۳۱، ابوطاهر حکومت را به این خلیفه مهدی سپرد که در واقع احیاگر زرتشتی با احساسات ضد عرب بود. او حرمت آتش را دوباره برقرار کرد و در یک حکومت هشتاد روزه به سوزاندن کتب دینی پرداخت. به نظر می‌رسد که اصفهانی نیز به عنوان کاهن اعظم زرتشتیان، پیوندهایی با ارتدوکس تثبیت شده زرتشتی داشته باشد. اسفندیار آذربد پس از متهم شدن به همدستی با ابوطاهر توسط خلیفه عباسی اعدام شد. اوج سلطنت او با اعدام اعضای خانواده‌های سرشناس بحرین از جمله اعضای خانواده ابوطاهر به پایان رسید. مادر ابوطاهر برای خلاصی از شر ابوالفضل توطئه کرد. او مرگ خود را جعل کرد و رسولی فرستاد تا مهدی را بخواند تا او را زنده کند. هنگامی که او امتناع کرد، به عنوان یک انسان عادی آشکار شد و برادر ابوطاهر، سعید، ابوالفضل را پس از هشتاد روز سلطنت مهدی کشت. گزارش‌های دیگر می‌گویند که ابوطاهر از ترس جان خود اعلام کرد که اشتباه کرده است و اصفهانی را به عنوان مهدی دروغین محکوم کرد. ابوطاهر با طلب بخشش از دیگر سرشناسان، او را اعدام کرد.